# Atlantische Noordequatoriale stroom

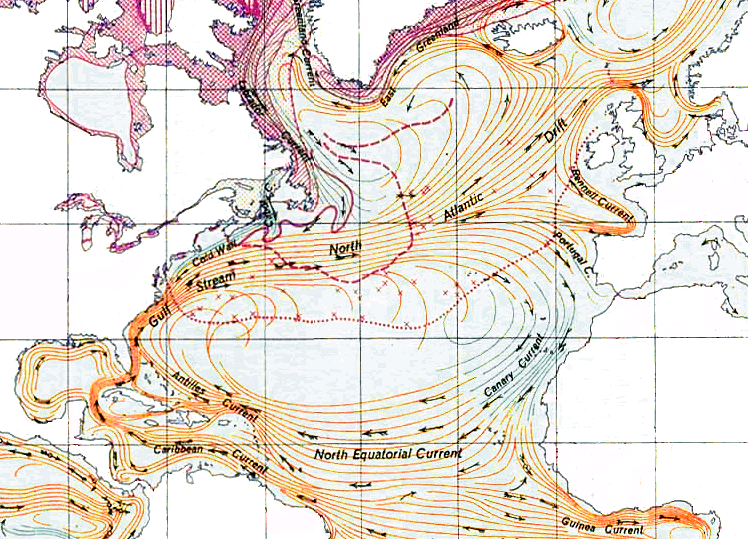
Atlantische Noordequatoriale stroom aangeduid met North Equatorial Current

De Atlantische Noordequatoriale stroom is een westwaarts gaande zeestroom in het noordelijk deel van de Atlantische Oceaan. De zeestroom is een van de twee zeestromen die de naam Noordequatoriale stroom draagt (de andere zeestroom is de Pacifische Noordequatoriale stroom in de Stille Oceaan). 
De zeestroom voert zeewater vanaf de Canarische Eilanden de oceaan over richting de Caraïben. Het is een voortzetting van de Canarische stroom en sluit uiteindelijk weer aan bij de Golfstroom. Ten zuiden van de Atlantische Noordequatoriale stroom ligt de Atlantische Equatoriale tegenstroom die in oostelijke richting stroomt. Ten noorden van de Atlantische Noordequatoriale stroom ligt de Noord-Atlantische gyre.
De Atlantische Noordequatoriale stroom heeft een breedte van ongeveer duizend kilometer.
Wanneer het water van de Atlantische Noordequatoriale stroom in het westen tot de bij de Antillen komt, gaat het geleidelijk richting naar het noorden en maakt een boog, parallel aan de Antillen en de Bahama's, de Antillenstroom.